# اندیس باغ بالا
باغ بالا یک اندیس غیرفلزی است که در حوالی شهر چاپان استان آذربایجان غربی قرار دارد و مادهٔ معدنی موجود در آن، سیلیس است.سنگ میزبان این اندیس شیاه سیاه کمر است و دیرینگی آن به دوران پر کامبرین می‌رسد. 